# Serhij Połuszyn
Serhij Mykołajowycz Połuszyn (ukr. Сергій Миколайович Полушин, ur. 4 stycznia 1970 w Stachanowowie w obwodzie ługańskim) – ukraiński piłkarz, grający na pozycji obrońcy.

## Kariera piłkarska

### Kariera klubowa
Jego pierwsze kontakty z futbolem miały miejsce w rodzinnym mieście Stachanowie w 1980 roku. Przez długi czas występował w drużynie Wahonobudiwnyk Stachanow, gdzie grał do 1994 roku. Później przeniósł się do drugoligowej Stali Ałczewsk, w której występuje do dziś. Wraz z drużyną awansował w 2000 roku do Wyszczej Lihi, w której rozegrał 25 meczów. Po zakończeniu sezonu 2004/2005 zakończył karierę piłkarską.

## Sukcesy

### Sukcesy klubowe
- mistrz Ukraińskiej Pierwszej Lihi: 2005
- wicemistrz Ukraińskiej Pierwszej Lihi: 2000